# Nuelles
Nuelles is een plaats en voormalige gemeente in het Franse departement Rhône in de regio Auvergne-Rhône-Alpes.

## Geschiedenis
Op 1 januari 2013 fuseerde Nuelles met de aangrenzende gemeente Saint-Germain-sur-l'Arbresle tot de commune nouvelle Saint-Germain-Nuelles.

## Geografie
De oppervlakte van Nuelles bedraagt 2,0 km², de bevolkingsdichtheid is 251,5 inwoners per km².
De onderstaande kaart toont de ligging van Nuelles met de belangrijkste infrastructuur en aangrenzende gemeenten.

## Demografie
Onderstaande figuur toont het verloop van het inwonertal.